# Cự đà
Cự đà (danh pháp khoa học Iguana) là một chi gồm các loài thằn lằn sống ở các khu vực nhiệt đới Trung và Nam Mỹ và khu vực Caribbe. Cự đà không tồn tại ở Việt Nam, mà chỉ được du nhập vào (chẳng hạn ở Thảo cầm viên Sài Gòn), do đó tên gọi kỳ nhông (động vật tồn tại ở Việt Nam) áp dụng cho cự đà là không đúng, gây lẫn lộn.

## Tổng quan
Chúng được nhà tự nhiên học người Áo Josephus Nicolaus Laurenti mô tả lần đầu trong quyển sách của ông Specimen Medicum, Exhibens Synopsin Reptilium Emendatam cum Experimentis circa Venena năm 1768. Chi này có hai loài: cự đà xanh và cự đà Tiểu Antilles. Từ "iguana" trong các ngôn ngữ châu Âu xuất phát từ tiếng Tây Ban Nha, lấy từ tên gọi của người Taino cho các loài này "Iwana".

## Hình ảnh

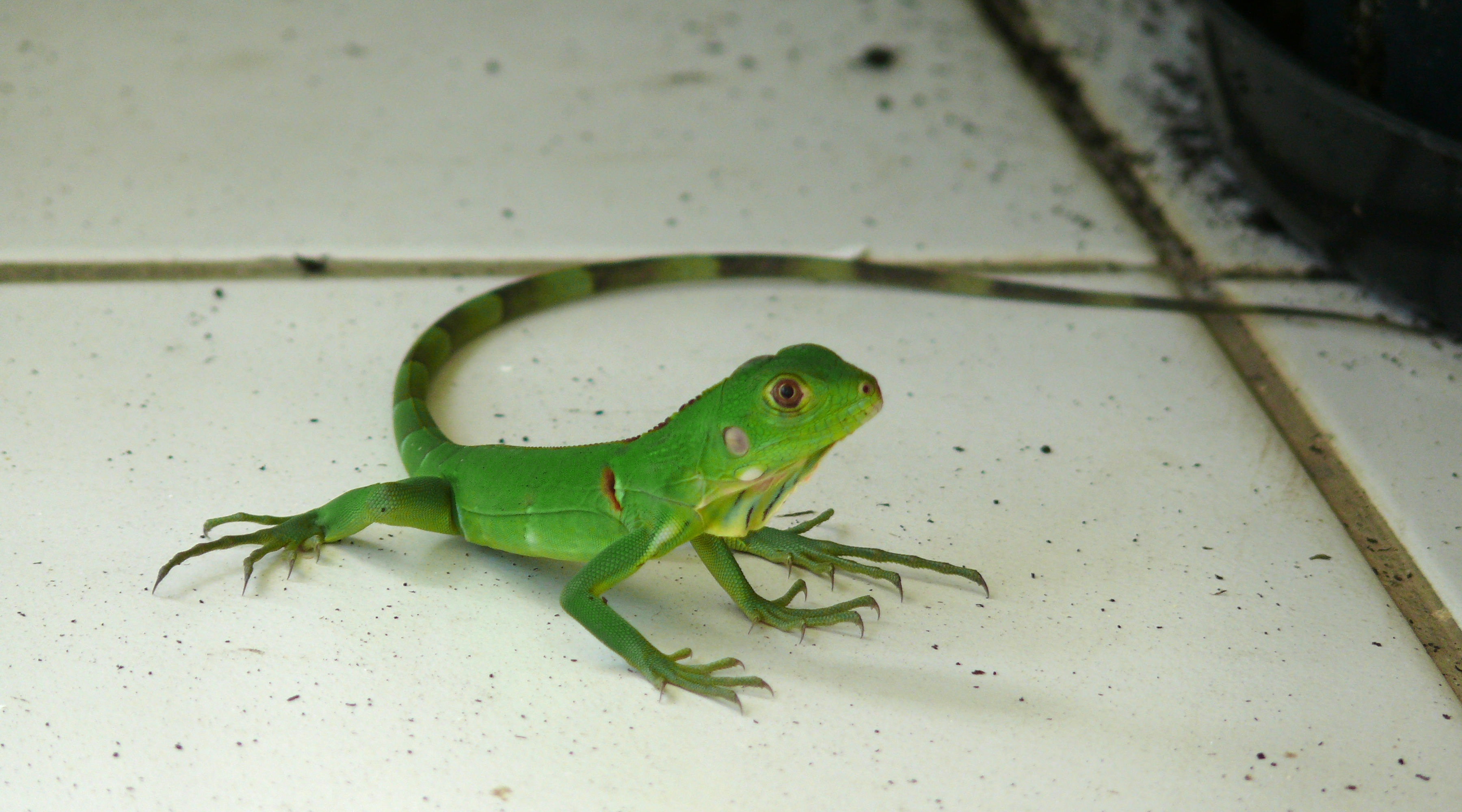
Cự đà con nuôi trong nhà.
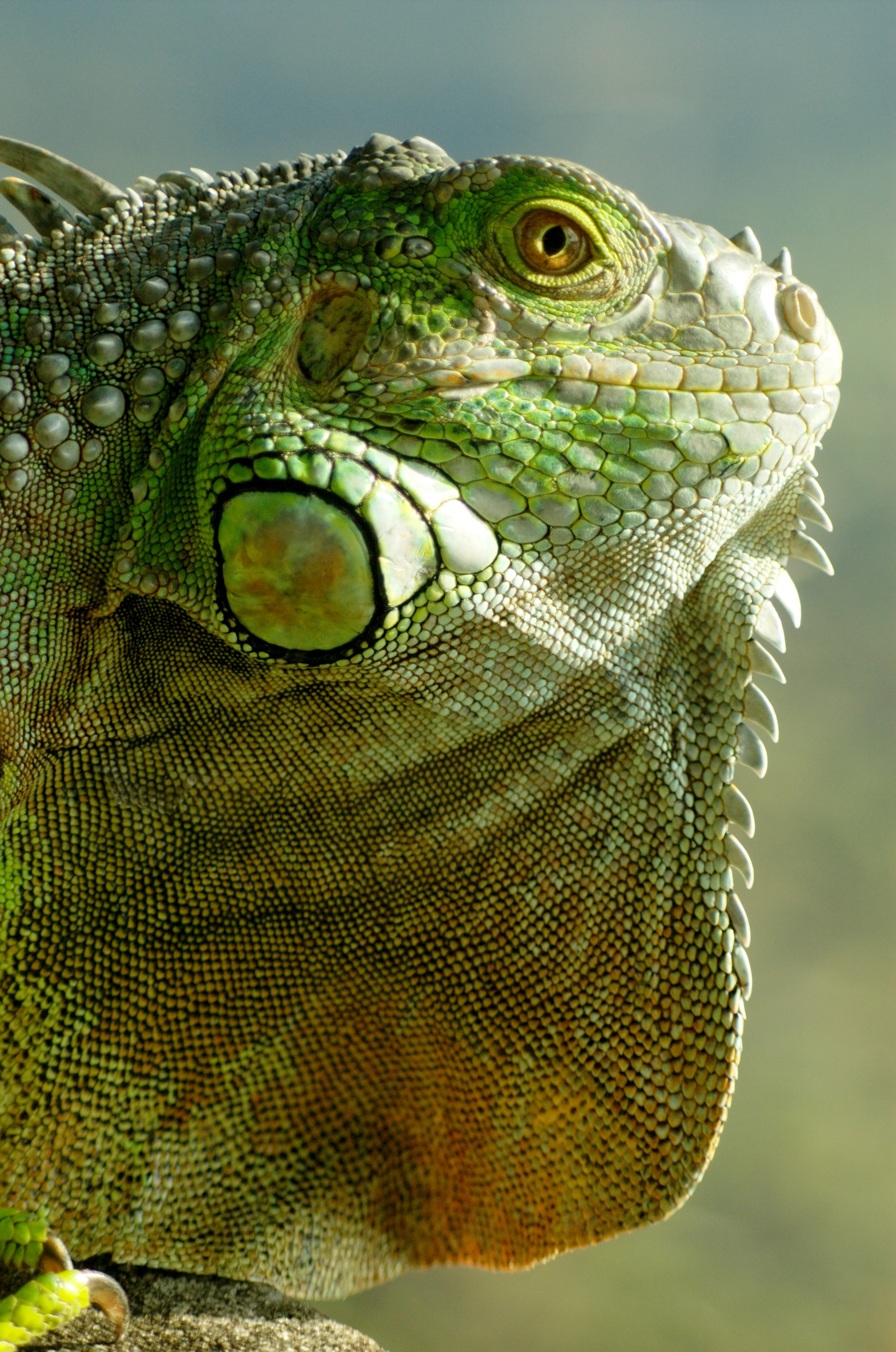
Đầu một con cự đà xanh.
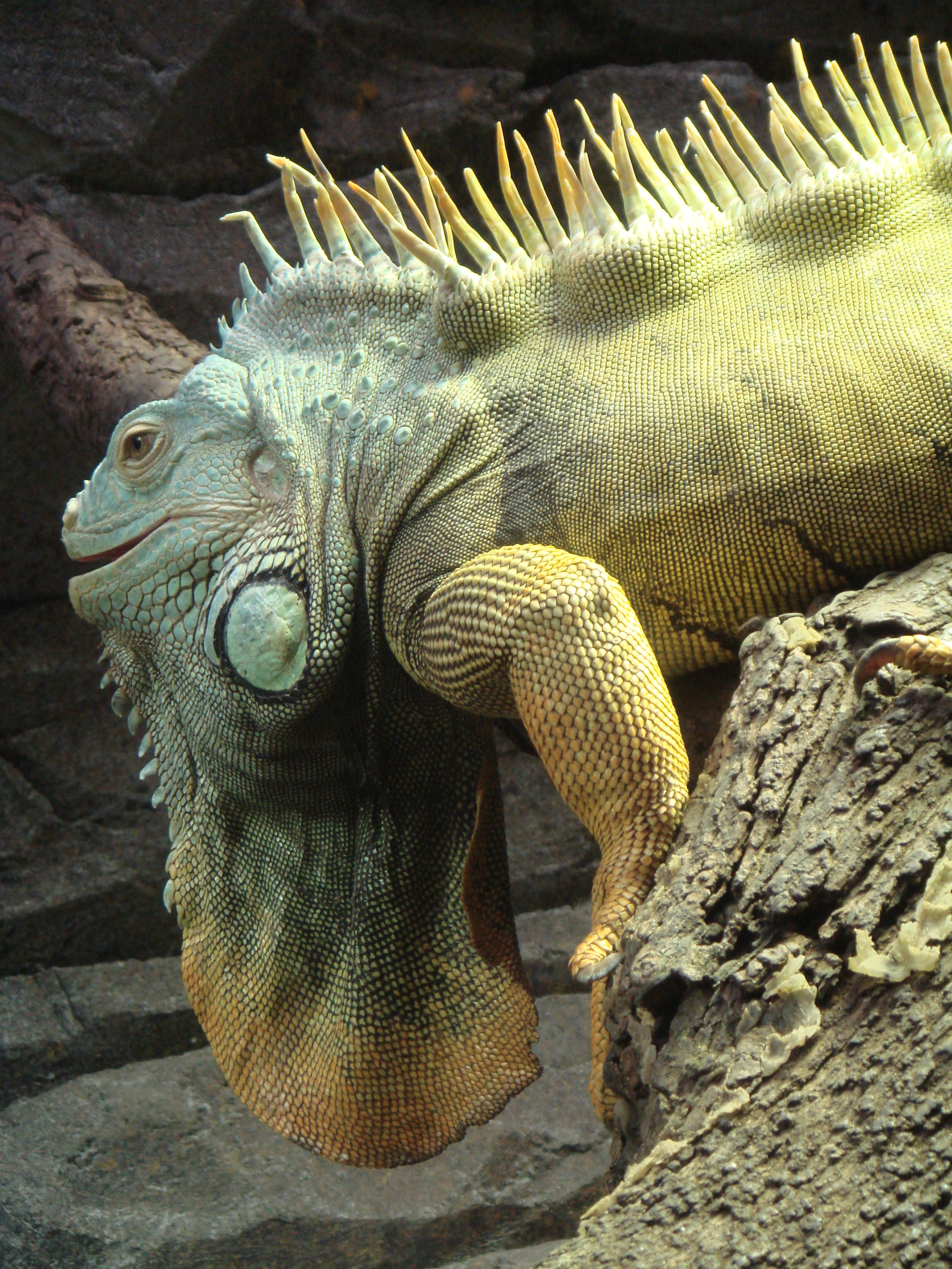
Vảy của con cự đà.
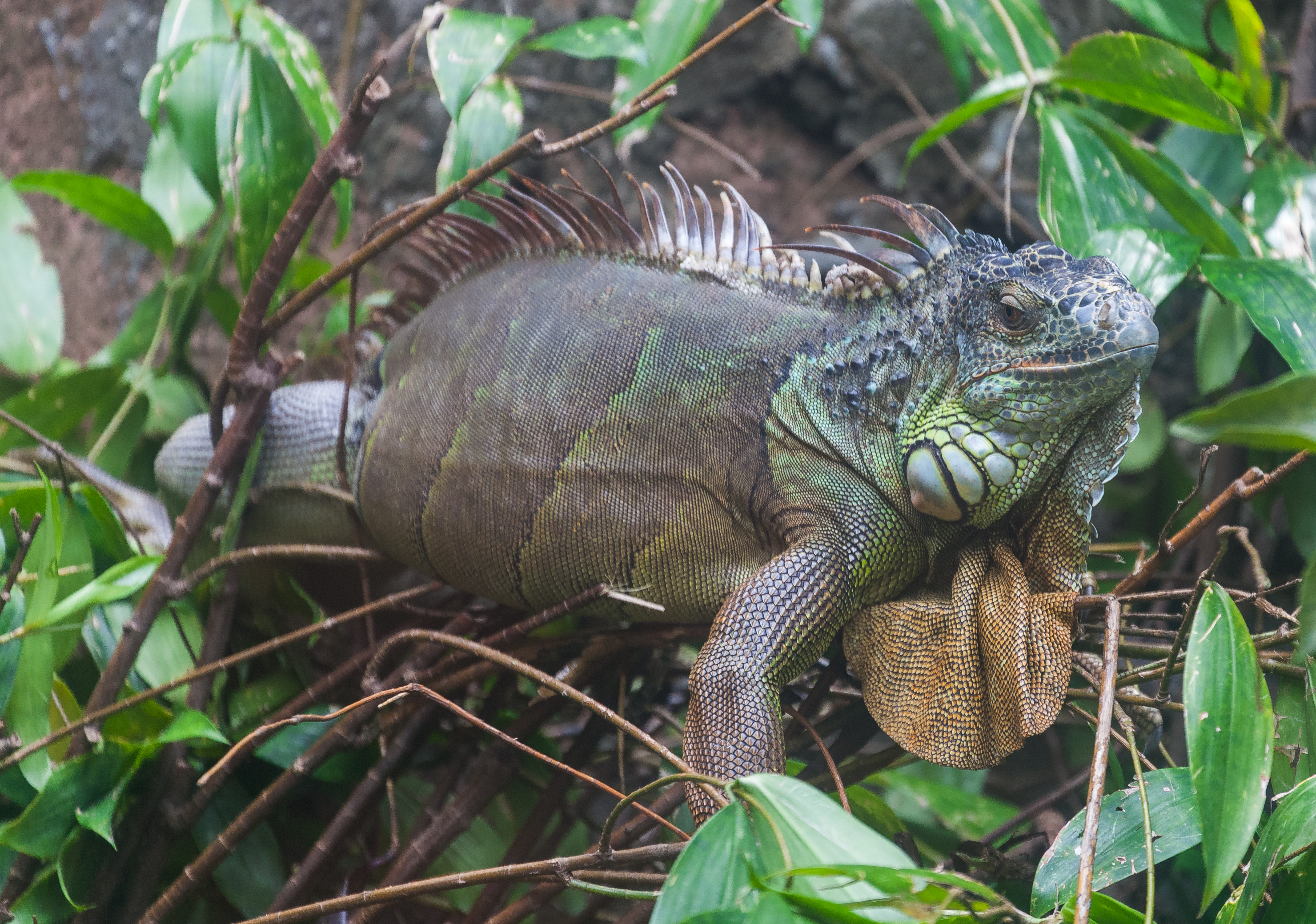
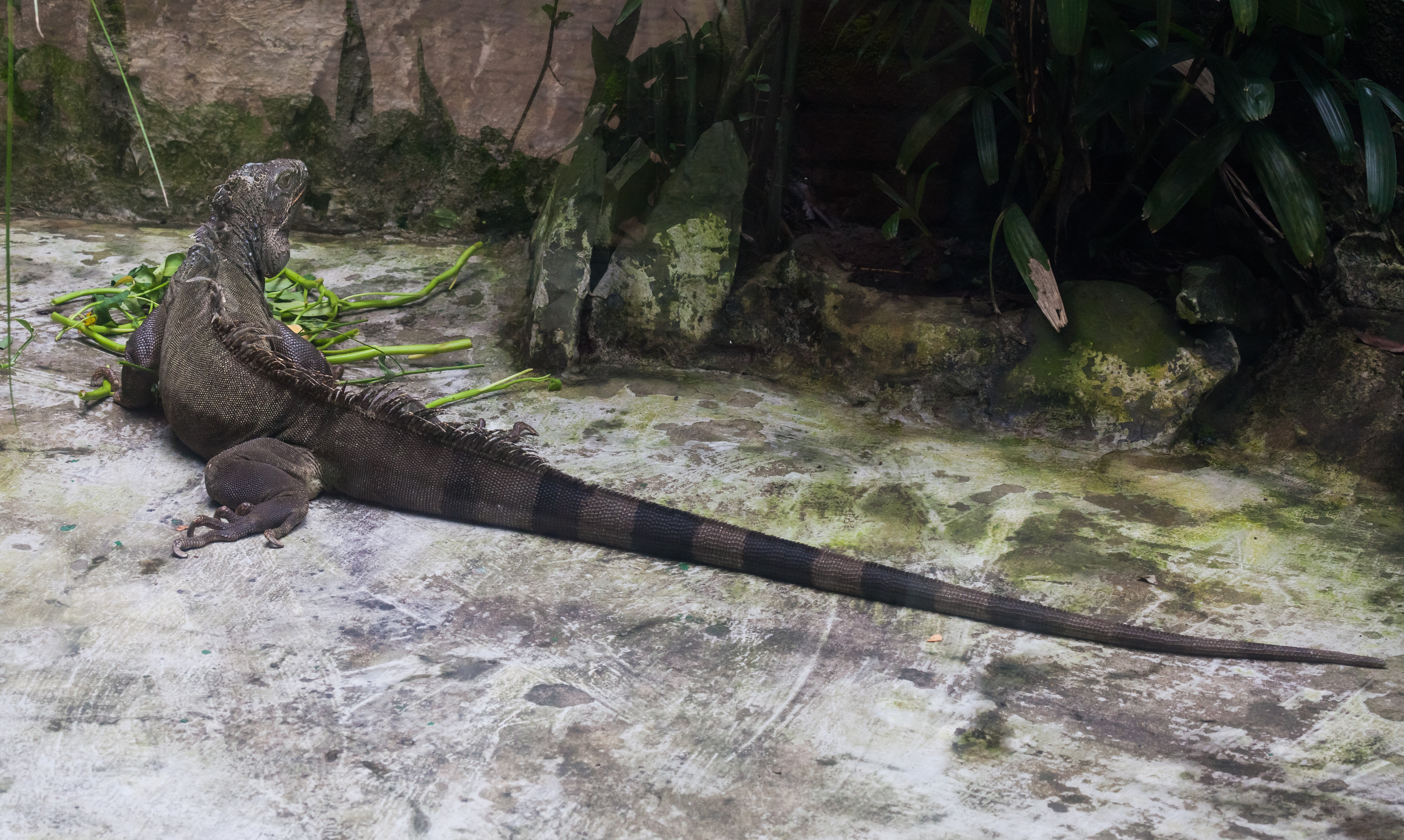
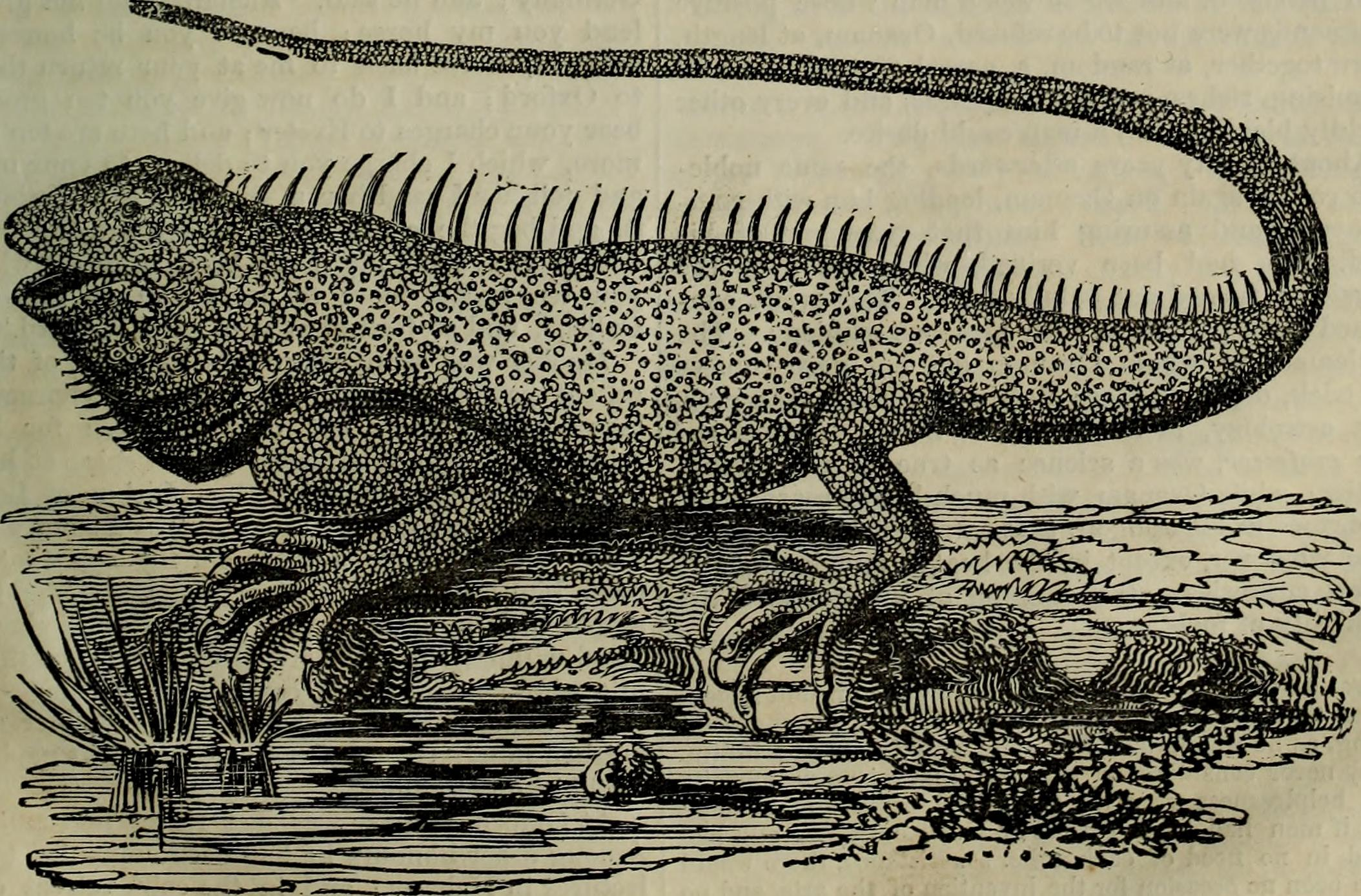
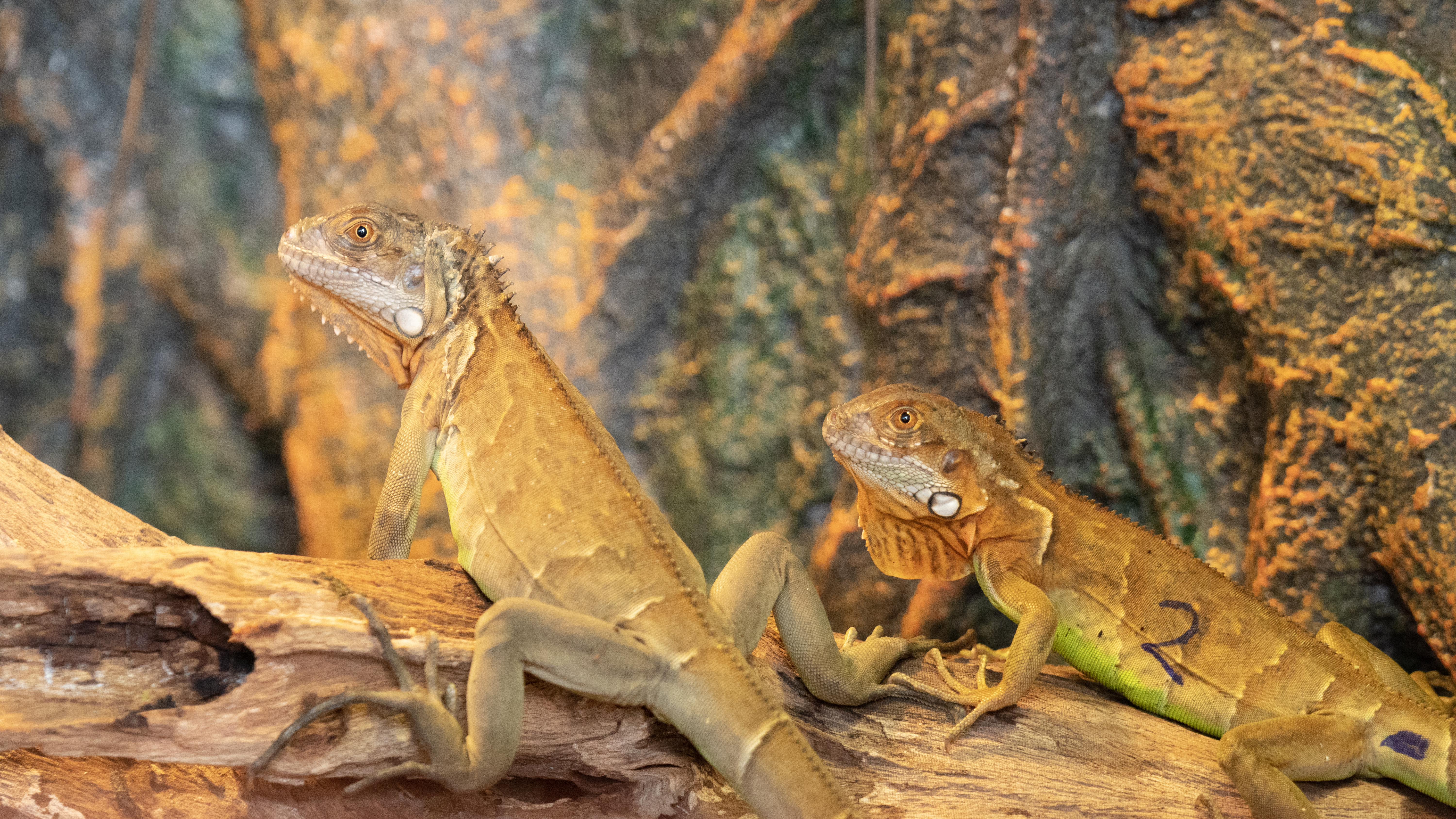
Rồng Nam Mỹ Đỏ hay còn gọi là Red Iguana được nuôi nhốt như vật nuôi trong nhà.
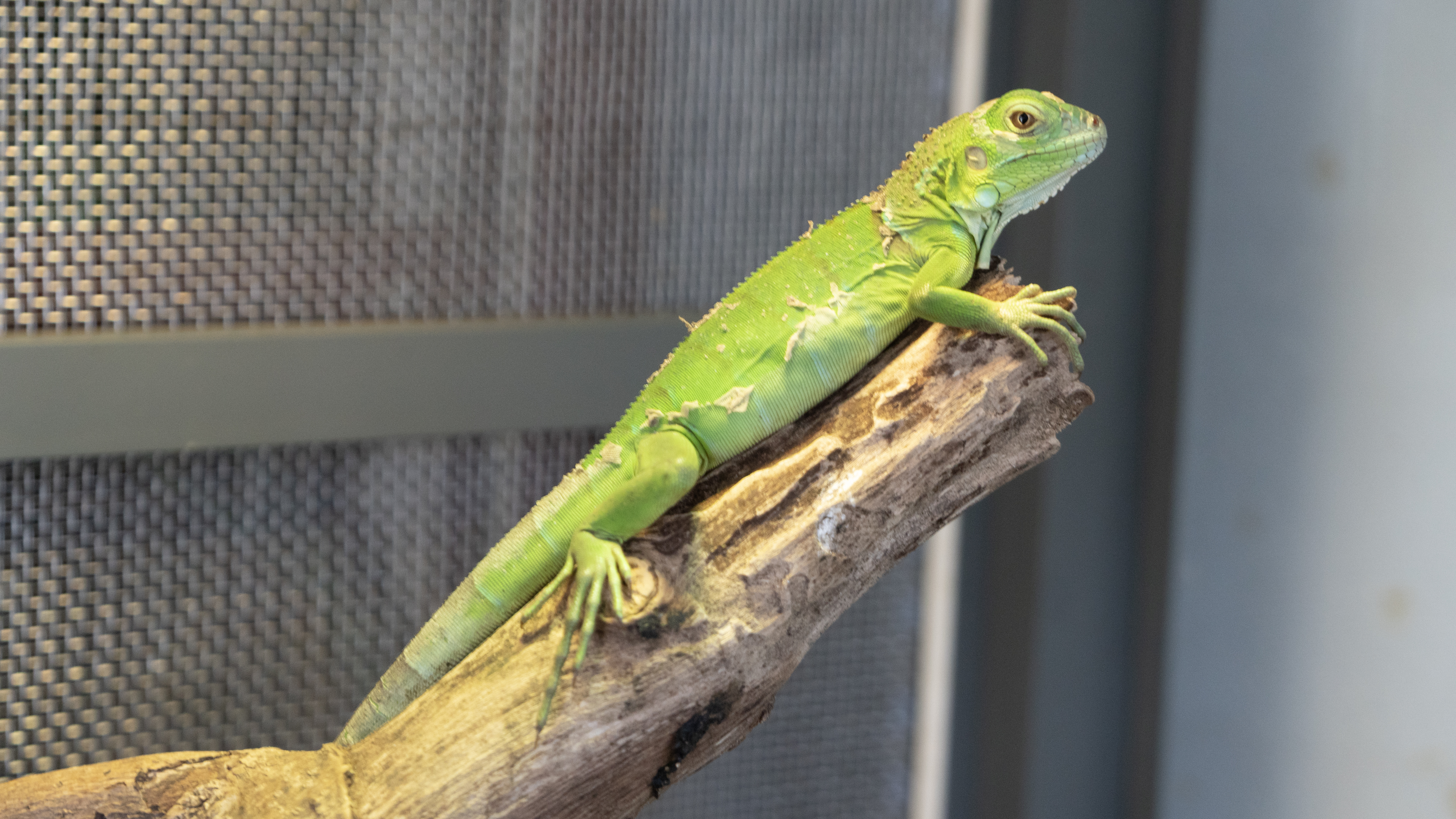
Một con Rồng Nam Mỹ Xanh hay còn gọi là Cự Đà Xanh.